# Liste der Abgeordneten zum Kärntner Landtag (33. Gesetzgebungsperiode)
- SPÖ: 15
- ÖVP: 7
- TK: 5
- FPÖ: 9

Diese Liste der Abgeordneten zum Kärntner Landtag (33. Gesetzgebungsperiode) listet die Abgeordneten zum Kärntner Landtag in der 33. Gesetzgebungsperiode (ab 2023) auf.

## Geschichte
Nach der Landtagswahl 2023 entfielen von den 36 Mandaten 15 Mandate auf die Sozialdemokratische Partei Österreichs (SPÖ), die damit drei Mandate gegenüber 2018 verlor. Zweitstärkste Partei wurden die Freiheitlichen  (FPÖ), die mit neun Mandaten unverändert blieben. Die Österreichische Volkspartei (ÖVP) konnte ein Mandat gewinnen und erlangte sieben Sitze. Das Team Kärnten (TK), das zuvor mit drei Mandaten vertreten war, erreichte fünf Mandate (plus zwei Mandate).
13 der 36 der Abgeordneten der vorhergehenden Gesetzgebungsperiode kandidierten bei der Landtagswahl 2023 nicht mehr. Während in der vorhergehenden Gesetzgebungsperiode acht Abgeordnete weiblich waren, waren zu Beginn der 33. Gesetzgebungsperiode sechs Frauen im Landtag vertreten. 18 Abgeordnete zogen neu in den Landtag einziehen, 13 Mandatare waren auch Bürgermeister. Jüngste Mandatarin war Manuela Lobnik (SPÖ), jüngster Mandatar Ervin Hukarevic (SPÖ).
Die konstituierende Sitzung des Kärntner Landtags mit der Wahl und Angelobung der Landesregierung Kaiser III fand am 13. April 2023 statt. Nachrücker für Martin Gruber und Sebastian Schuschnig aufgrund des Wechsels in die Landesregierung waren Hannes Mak und Ronny Rull. Für die SPÖ-Regierungsmitglieder rückten Stefan Sandrieser, Ervin Hukarevic, Maximilan Rakuscha, Nicole Schojer und René Willegger nach.

## Funktionen

### Landtagspräsidenten
- Erster Landtagspräsident blieb Reinhart Rohr (SPÖ), dritter Landtagspräsident wurde Andreas Scherwitzl (SPÖ).[12]
- Als Zweiten Landtagspräsidenten nominierte die FPÖ Christoph Staudacher anstelle von Josef Lobnig, der aus dem Landtag ausschied.[13][10]

### Klubobleute
- Der SPÖ-Klubobmann blieb mit Herwig Seiser unverändert,[12] neuer Stellvertreter wurde Luca Burgstaller.[14]
- FPÖ-Klubobmann wurde der Spitzenkandidat und bisherige Nationalratsabgeordnete  Erwin Angerer, der Gernot Darmann in dieser Funktion nachfolgte.[15]
- Das Team Kärnten (TK) wählte Gerhard Köfer zum Klubobmann, Stellvertreter wurde Gerhard Klocker.[16]

### Bundesräte
Insgesamt verfügt Kärnten über vier Mandate in der Länderkammer. Die ÖVP gewann einen Sitz im Bundesrat von der SPÖ, den sie bei der Wahl 2018 verlor. Die SPÖ stellt damit zwei und die FPÖ ein Mitglied im Bundesrat. Die beiden Parteien der Bundesregierung erlangten mit 31 zu 30 im Plenum und 31 zu 29 in den Ausschüssen wieder die Mehrheit.
Die SPÖ nominierte Claudia Arpa und Manfred Mertel für den Bundesrat, die ÖVP entsendete Sandra Lassnig und die FPÖ Isabella Theuermann. Ingo Appé, Nicole Riepl und Günther Novak (SPÖ) schieden aus dem Bundesrat aus, Josef Ofner (FPÖ) wechselte vom Bundesrat in den Landtag.

### Landtagsabgeordnete
| Name                     | Bild | Fraktion | Fraktion | Anmerkungen                                                                                        |
| ------------------------ | ---- | -------- | -------- | -------------------------------------------------------------------------------------------------- |
| Angerer Erwin            |      |          | FPÖ      | Klubobmann                                                                                         |
| Baumann Erwin            |      |          | FPÖ      | [ 15 ]                                                                                             |
| Bernardo Markus di       |      |          | FPÖ      | seit 11. Mai 2023 Nachrücker für Maximilian Linder                                                 |
| Burgstaller Luca         |      |          | SPÖ      | [ 14 ]                                                                                             |
| Darmann Gernot           |      |          | FPÖ      | Wechsel in den Nationalrat am 24. Oktober 2024, Nachrücker Josef Krammer                           |
| Feistritzer Ruth         |      |          | SPÖ      | [ 24 ]                                                                                             |
| Fellner Daniel           |      |          | SPÖ      | Mandatsverzicht am 13. April 2023 nach Wahl in die Landesregierung                                 |
| Gaggl Herbert            |      |          | ÖVP      | [ 10 ]                                                                                             |
| Gruber Martin            |      |          | ÖVP      | Mandatsverzicht nach Wechsel in die Landesregierung am 13. April 2023                              |
| Hukarevic Ervin          |      |          | SPÖ      | Nachrücker für ein SPÖ-Regierungsmitglied                                                          |
| Kaiser Peter             |      |          | SPÖ      | Mandatsverzicht am 13. April 2023 nach Wahl in die Landesregierung                                 |
| Klocker Gerhard          |      |          | TK       | Klubobmann-Stellvertreter                                                                          |
| Köfer Gerhard            |      |          | TK       | Klubobmann                                                                                         |
| Köfer Robert             |      |          | ÖVP      | [ 10 ]                                                                                             |
| Koschat-Koreimann Marina |      |          | TK       | [ 16 ]                                                                                             |
| Krammer Josef            |      |          | FPÖ      | seit dem 28. Oktober 2024, Nachrücker für Gernot Darmann                                           |
| Lagger-Pöllinger Marika  |      |          | SPÖ      | [ 18 ]                                                                                             |
| Leikam Günther           |      |          | SPÖ      | [ 24 ]                                                                                             |
| Linder Maximilian        |      |          | FPÖ      | bis Mai 2023 Wechsel in den Nationalrat für Erwin Angerer Nachrücker im Landtag Markus di Bernardo |
| Lobnik Manuela           |      |          | SPÖ      | [ 18 ]                                                                                             |
| Maier Michael            |      |          | ÖVP      | [ 10 ]                                                                                             |
| Mak Hannes               |      |          | ÖVP      | Nachrücker für ein ÖVP-Regierungsmitglied                                                          |
| Malle Markus             |      |          | ÖVP      | [ 10 ]                                                                                             |
| Markut Karl              |      |          | TK       | [ 16 ]                                                                                             |
| Ofner Josef              |      |          | FPÖ      | [ 15 ]                                                                                             |
| Ofner Stefanie           |      |          | ÖVP      | [ 10 ]                                                                                             |
| Ozwirk Jürgen            |      |          | FPÖ      | seit dem 24. März 2025, Nachrücker für Harald Trettenbrein                                         |
| Prettner Beate           |      |          | SPÖ      | Mandatsverzicht am 13. April 2023 nach Wahl in die Landesregierung                                 |
| Rakuscha Maximilan       |      |          | SPÖ      | Nachrücker für ein SPÖ-Regierungsmitglied                                                          |
| Rauter Dietmar           |      |          | FPÖ      | [ 15 ]                                                                                             |
| Reiner Michael           |      |          | FPÖ      | [ 15 ]                                                                                             |
| Rohr Reinhart            |      |          | SPÖ      | [ 14 ]                                                                                             |
| Rull Ronny               |      |          | ÖVP      | Nachrücker für ein ÖVP-Regierungsmitglied                                                          |
| Sandrieser Stefan        |      |          | SPÖ      | Nachrücker für ein SPÖ-Regierungsmitglied                                                          |
| Schaar Sara              |      |          | SPÖ      | Mandatsverzicht am 13. April 2023 nach Wahl in die Landesregierung                                 |
| Schaunig Gaby            |      |          | SPÖ      | Mandatsverzicht am 13. April 2023 nach Wahl in die Landesregierung                                 |
| Scherwitzl Andreas       |      |          | SPÖ      | [ 14 ]                                                                                             |
| Schojer Nicole           |      |          | SPÖ      | Nachrückerin für ein SPÖ-Regierungsmitglied                                                        |
| Schuschnig Sebastian     |      |          | ÖVP      | Mandatsverzicht nach Wechsel in die Landesregierung am 13. April 2023                              |
| Seiser Herwig            |      |          | SPÖ      | [ 24 ]                                                                                             |
| Seymann Christof         |      |          | SPÖ      | [ 24 ]                                                                                             |
| Smrtnik Franz-Josef      |      |          | TK       | [ 16 ]                                                                                             |
| Srienz Hermann           |      |          | SPÖ      | [ 18 ]                                                                                             |
| Staudacher Christoph     |      |          | FPÖ      | [ 15 ]                                                                                             |
| Trettenbrein Harald      |      |          | FPÖ      | bis März 2025, Nachrücker Jürgen Ozwirk                                                            |
| Willegger René           |      |          | SPÖ      | Nachrücker für ein SPÖ-Regierungsmitglied                                                          |